# Cross of Sacrifice

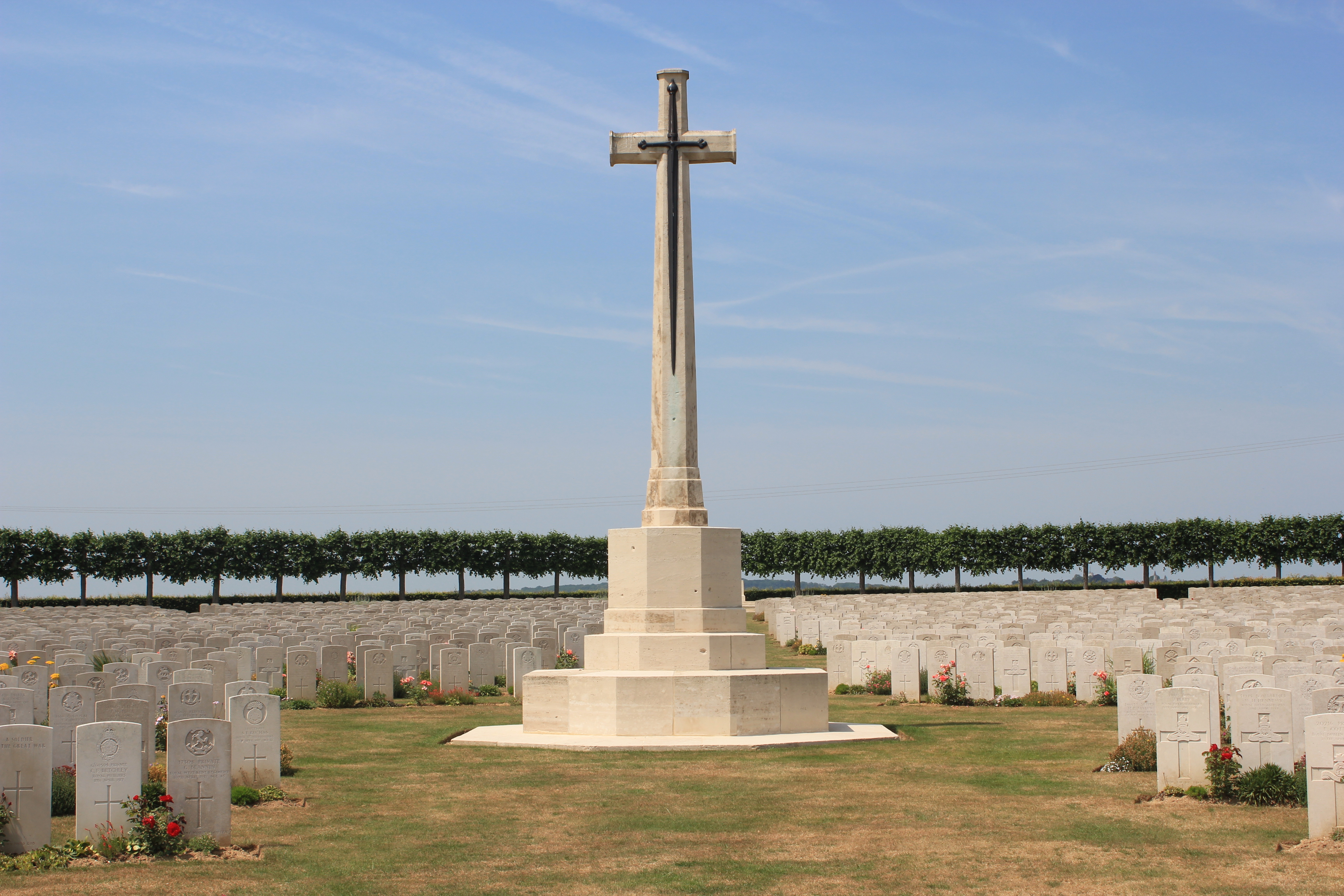
Britischer Militärfriedhof von Duisans

Das Cross of Sacrifice (englisch: ‚Opferkreuz‘) ist ein Denkmal, das weltweit nahezu alle von der Commonwealth War Graves Commission unterhaltenen Kriegsgräberstätten des Ersten Weltkriegs kennzeichnet.
1918 vom britischen Architekten Sir Reginald Blomfield entworfen, hat es die Form eines lateinischen Kreuzes mit längerem Stützbalken nach Art eines Keltenkreuzes. Stütz- und Querbalken haben einen achteckigen Querschnitt. Oft steht es frei auf einer achteckigen Basis oder ist in andere Bauten integriert. Auf seiner Vorderseite ist ein Langschwert so befestigt, dass die Parierstange sich auf der Höhe des Querbalkens befindet und die Klinge zum Boden hin zeigt.
Das Opferkreuz gilt als eines der bedeutsamsten Symbole der Erinnerungskultur des Großen Kriegs im Vereinigten Königreich und den Ländern des Commonwealths.